# SC Berlin

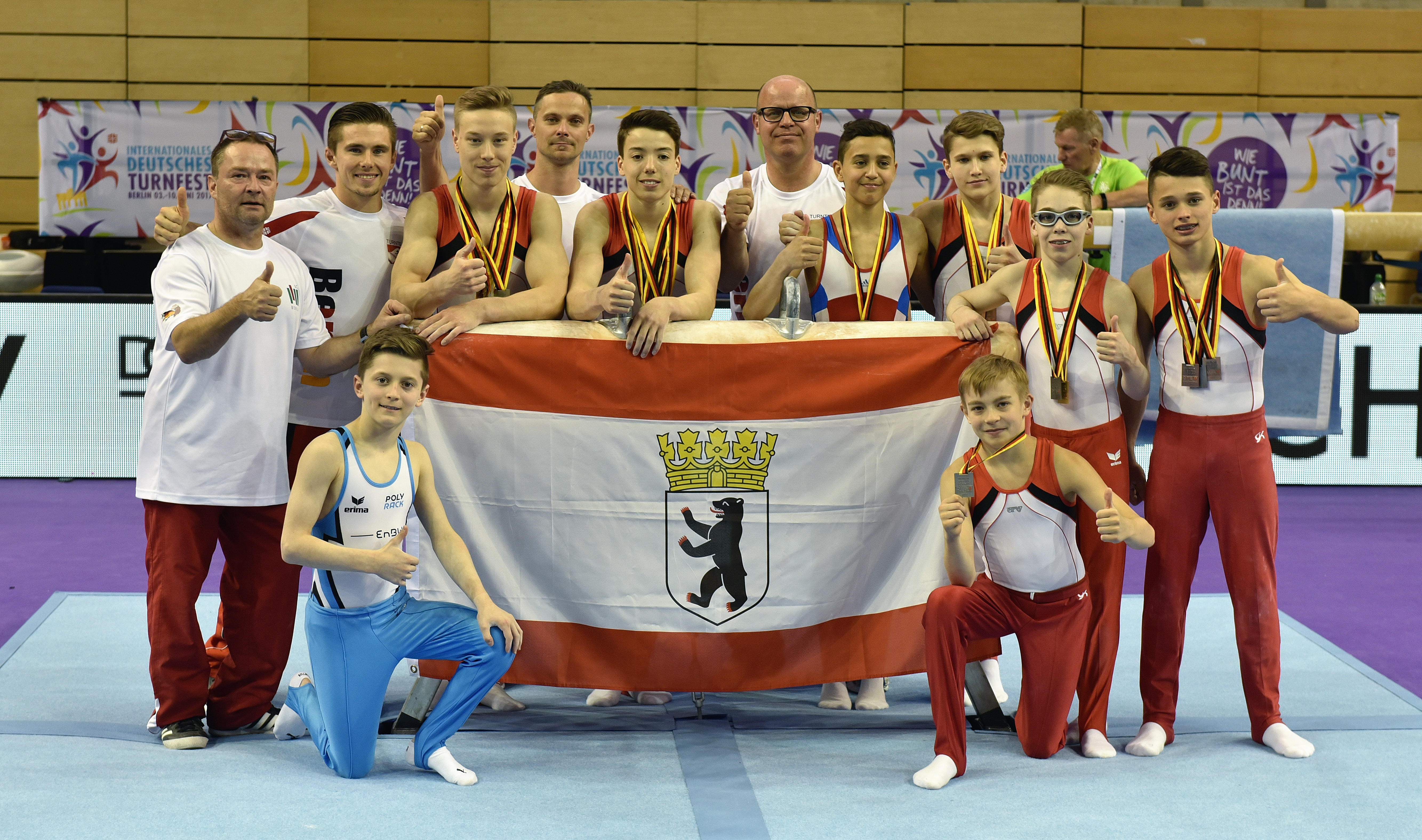
Turner des SC Berlin beim Internationalen Deutschen Turnfest 2017

Der SC Berlin (offiziell Sportclub Berlin e. V.) ist ein Sportverein aus dem Berliner Ortsteil Alt-Hohenschönhausen im Bezirk Lichtenberg. Er wurde im Jahr 1990 bzw. 1991 gegründet und trat die Nachfolge des aufgelösten SC Dynamo Berlin an. Heute bietet der im Sportforum Hohenschönhausen beheimatete Verein 15 Sportabteilungen für ca. 3100 Mitglieder (Stand: 2025) an.

## Geschichte
Die Wurzeln des SC Berlin gehen auf den SC Dynamo Berlin zurück. Dieser war im DDR-Sportsystem einer der erfolgreichsten Sportclubs. Getragen wurde er von der SV Dynamo, der Sportvereinigung der inneren Sicherheitsorgane in der DDR (Volkspolizei, Ministerium für Staatssicherheit (MfS), Zollverwaltung).
Mit dem Beginn der Wende in der DDR 1989 und der Auflösung des MfS, fiel auch die hauptsächliche Unterstützung für Dynamo weg. Daher wurde der SC Dynamo Berlin am 21. März 1990 in 1. Polizei-Sportclub (PSC) Berlin umbenannt, der dabei die zwölf Sektionen Boxen, Eiskunstlauf, Eisschnelllauf, Fechten, Handball, Judo (ehem. SC Dynamo Hoppegarten), Leichtathletik, Radsport, Rudern, Schwimmsport, Turnen, Volleyball übernahm. Zeitgleich machte sich die ehemalige Sektion Eishockey des SC Dynamo als EHC Dynamo Berlin selbständig. Träger beider Clubs wurde das Ministerium für Innere Angelegenheiten, als Clubvorsitzender des PSC fungierte Harold Dimke.
Im weiteren Verlauf wurde der PSC am 23. April 1990 in 1. SC Berlin umbenannt, aus dem im Dezember 1990 bzw. Januar 1991 der SC Berlin als Rechtsnachfolger hervorging. Auch von den übernommenen Sektionen machten sich in der Folge einige (insbesondere Mannschaftssportarten) selbständig. In den folgenden Jahren lag der Fokus beim SC Berlin hauptsächlich auf Schwimmen, Eiskunst- und Eisschnelllauf.

## Sportarten
Nachfolgend werden die Werdegänge verschiedener Sparten des Clubs geschildert. Die Liste der aufgeführten Sparten erhebt keinen Anspruch auf Vollständigkeit.

### Eiskunstlauf
Zu den herausragendsten Eiskunstläufern des Vereins zählen Peggy Schwarz, Mirko Müller, Kati Winkler und René Lohse, die allesamt mehrfache deutsche Meister und Teilnehmer an den Welt-, Europameisterschaften sowie Olympischen Spielen waren.

### Handball
Die Männerhandballmannschaft des SC Dynamo wurde während der Oberligasaison 1989/90 umbenannt und konnte am Ende der Spielzeit mit dem Gewinn des ersten Meistertitels seit 1971 einen großen Erfolg feiern. Nach der Saison gründete die Abteilung den HC Preußen Berlin. Aktuell wird im SC Berlin kein Handball betrieben.

### Leichtathletik
Seit 1990 starteten eine Reihe erfolgreicher Leichtathleten für den SC Berlin – darunter etwa Läuferin Kathrin Ullrich, Mehrkämpferin Peggy Beer und 400-Meter-Läuferin Janin Lindenberg. Mehrfach erhielt die Abteilung das grüne Band für vorbildliche Talentförderung. Bis zum Ende der 1990er Jahre verlor der einstige Elite-Verein viele seiner Leistungsträger. Seit 2010 ist der SC Berlin wieder stärker in der Nachwuchsförderung aktiv und bringt seit 2016 auch wieder regelmäßig Medaillengewinner bei Deutschen Jugendmeisterschaften sowie Nachwuchsbundeskaderathleten hervor. Der SC Berlin war bis zu deren Auflösung im Jahr 2013 Teil der LG Nike Berlin.

### Radsport
Die aktuell erfolgreichsten Fahrer des SC Berlin sind Maximilian Schachmann vom WorldTour-Team Bora-Hansgrohe, Theo Reinhardt, der u. a. bei den UCI-Bahn-Weltmeisterschaften 2013 eine Bronzemedaille gewann, und Maximilian Beyer.

### Schwimmen
Der SC Berlin hat zahlreiche erfolgreiche Schwimmsportler hervorgebracht und eine Vielzahl an deutschen Meisterschaften gewonnen. Zu den bekanntesten Schwimmern gehören Franziska van Almsick, Steffen Zesner, Sylvia Gerasch oder Daniela Hunger, die auch bei Welt- und Europameisterschaften sowie den Olympischen Spielen erfolgreich antraten.

### Volleyball
Die überaus erfolgreichen Frauen- und Männervolleyballmannschaften des SC Dynamo brachten in ihrer kurzen Zugehörigkeit zum SC Berlin in der Saison 1990/91 dem Verein jeweils zwei „Ostdeutsche“ Meisterschaften und Pokalsiege ein. Nach dieser Saison schlossen sich die Männer mit dem ehemals West-Berliner Verein SC Charlottenburg (bis 1989 VdS Berlin) zum SCC Berlin zusammen, während die Frauen zusammen mit dem TSV Rudow 1888 den CJD Berlin gründeten. Beide Vereine waren in den Folgejahren sehr erfolgreich. Aktuell wird im SC Berlin kein Volleyball betrieben.